# Rhypodes longirostris
Rhypodes longirostris är en insektsart som beskrevs av Alan C. Eyles 1990. Rhypodes longirostris ingår i släktet Rhypodes och familjen fröskinnbaggar. Inga underarter finns listade i Catalogue of Life.